# Marsainvilliers
Marsainvilliers település Franciaországban, Loiret megyében. Lakosainak száma 313 fő (2022. január 1.). Marsainvilliers Ramoulu, Pithiviers, Bondaroy, Engenville, Estouy és Pithiviers-le-Vieil községekkel határos.

## Népesség
A település népességének változása:
| Lakosok száma | 193  | 155  | 233  | 273  | 303  | 297  | 297  | 300  | 304  | 313  |
|               | 1968 | 1982 | 1990 | 2006 | 2013 | 2015 | 2017 | 2019 | 2020 | 2022 |